# Malaconotus alius
Malaconotus alius là một loài chim trong họ Malaconotidae.